# 宁海强
宁海强（1958年12月—），籍贯山东省烟台市，中国导演。

## 生平
宁海强16岁时到新疆军区文工团。1981年，在话剧《天山深处》饰演男主角郑志桐。1984年在电视剧《兵车行》里饰演男主角上官星，之后在《亲人》、《漂流瓶》、《血土》、《紫红色的皇冠》等扮演角色。1987年，执导电视剧《失落》获全军电视剧优秀剧目奖，同年考入解放军艺术学院电视编导班学习，在校期间参加《大决战》的拍摄，任场记、副导演。1989年毕业，进入八一电影制片厂导演创作室。1990年，执导了电视剧《艰难的抉择》，获第十届全国电视剧“飞天奖”、中宣部“五个一工程”优秀作品奖。接着又拍摄了电视剧《神圣的军旗》，获第十四届全国电视剧“飞天奖”。

## 作品
| 拍摄时间 | 类型  | 片名           | 类型       | 职务 | 奖项 | 備註 |
| 1994年   | 电 影 | 《弹道无痕》   | 军旅、剧情 | 导演 |      |      |
| 1994年   | 电 影 | 《黄埔军人》   | 战争、历史 | 导演 |      |      |
| 2002年   | 电 影 | 《双重现场》   | 犯罪       | 导演 |      |      |
| 2011年   | 电 影 | 《歼十出击》   | 军旅、剧情 | 导演 |      |      |
| 2012年   | 电 影 | 《雷锋在1959》 | 励志，剧情 | 导演 |      |      |
| 2013年   | 电 影 | 《目标战》     | 军旅、剧情 | 导演 |      |      |
| 2014年   | 电 影 | 《天河》       | 现实题材   | 导演 |      |      |
| 2015年   | 电 影 | 《百团大战》   | 战争、历史 | 导演 |      |      |
| 2016年   | 电 影 | 《勇士》       | 战争、动作 | 导演 |      |      |
| 2017年   | 电 影 | 《中国蓝盔》   | 军旅、剧情 | 导演 |      |      |
| 2019年   | 电 影 | 《决胜时刻》   | 历史       | 导演 |      |      |